# Abarema ganymedea
Espèce
Statut de conservation UICN

 VU (needs updating) D2 : Vulnérable
Abarema ganymedea est une espèce de plantes à fleurs de la famille des Fabacées vivant en Colombie et en Équateur.
Selon Plants of the World Online, c'est un synonyme de Jupunba ganymedea. Selon ce site, c'est un arbre qui pousse en milieu tropical humide.